# Zwartneusklappereekhoorn
De zwartneusklappereekhoorn (Callosciurus notatus)  is een zoogdier uit de familie van de eekhoorns (Sciuridae). De wetenschappelijke naam van de soort werd voor het eerst geldig gepubliceerd door Boddaert in 1785.

## Voorkomen
De soort komt voor in Brunei, Indonesië, Maleisië, Singapore en Thailand.